# Каменица с драконами
Каменица с драконами — бывший доходный дом на бульваре Тараса Шевченко, 19, в Киеве, который был частью особняка Хильчевского.

## История

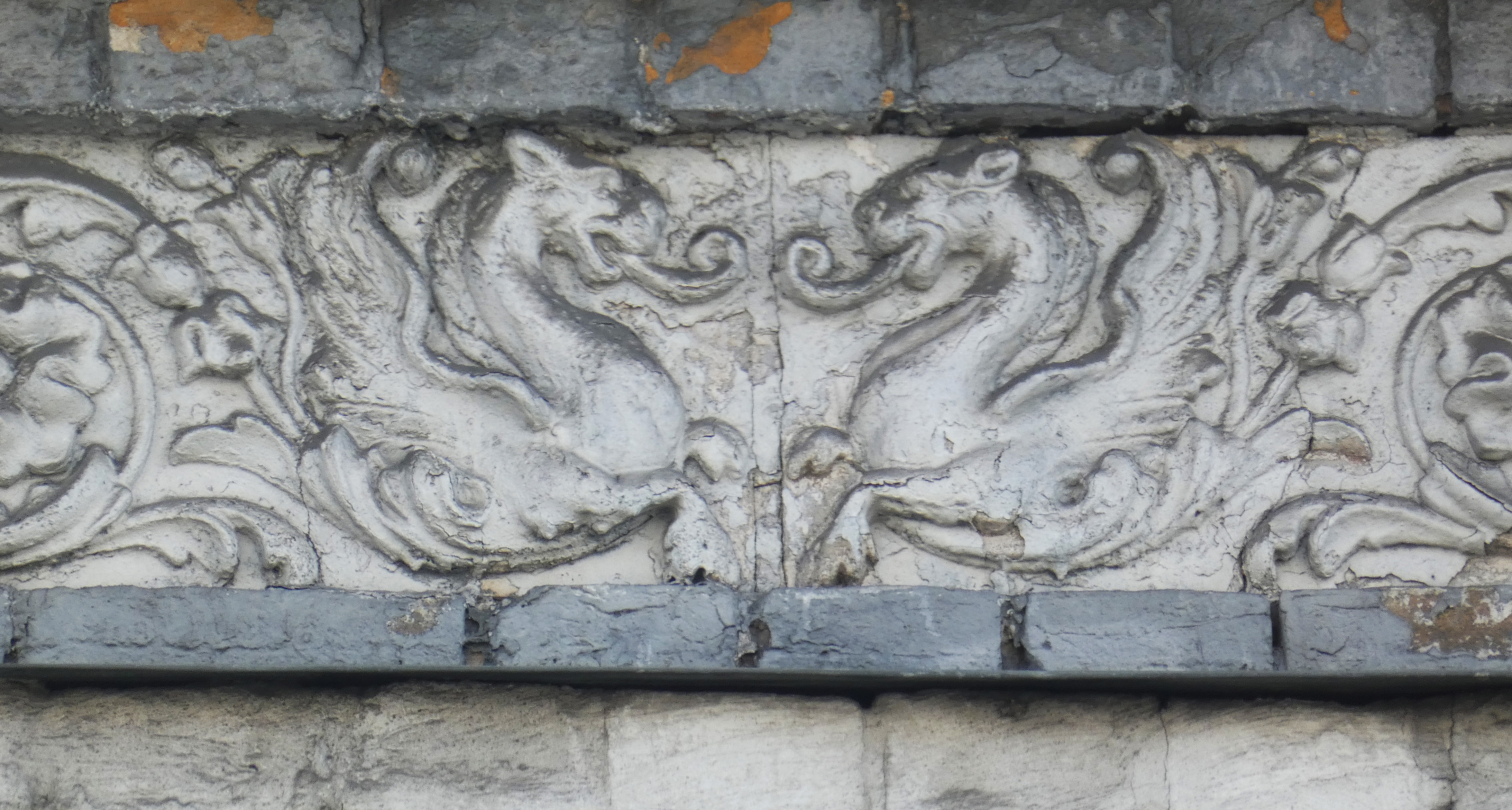
Драконы

По состоянию на 1892 год особняком владел киевский преподаватель Иван Хильчевский (1809—1899). По словам Сергея Ефремова, заслугой этого человека «было воспитание для Украины людей, которые вскоре стали её украшением и снискали себе всеобщее уважение». Он был другом и наставником украинского писателя, языковеда, переводчика, этнографа, отца украинского исторического романа Пантелеймона Кулиша. Именно Хильчевский обратил своего товарища в украинство. А писатель со своей стороны посвятил Ивану поэму «Настенька».
Иван Хильчевский знал несколько языков, поэтому его назначили работать библиотекарем в Луцке. Он систематизировал конфискованные властями у волынских магнатов частные библиотеки. В 1845 году его перевели в Острожскую школу, впоследствии в Белую Церковь. В 1856—1874 годах преподавал географию и латинский язык в различных учебных заведениях Киева — во второй киевской гимназии, кадетском корпусе, Левашовском девичьем пансионе, институте благородных девиц, Фундуклеевской женской гимназии. Последние годы своей жизни, после того, как в 1894 году вывихнул ногу, провел безвыходно дома.
В 1899 году участок унаследовала Лидия Ивановна Лисина.
В 1906 году особняк приобрел адвокат и присяжный поверенный Давид Соломонович Коджак. Он входил в состав «комиссии по красоте города» при городском самоуправлении, которая должна была заботиться о благоустройстве и эстетике Киева. Её возглавлял городской голова Ипполит Дьяков. В работе комиссии принимали участие архитекторы Эдуард-Фердинанд Брадтман, Владислав Городецкий, Ипполит Николаев, художники Александр Мурашко и Сергей Светославский, гласные городской думы: инженер-технолог Фридрих Фальберг, инженер путей сообщений Александр-Адольф Ких, юрист Виталий Дитятин, присяжный поверенный Фауст Бржозовский, украинский историк, общественный деятель Иван Щитковский и профессор Киевской духовной академии, протоиерей Николай Гроссу.
Около 1922 года особняк национализировали большевики.
В 1991—2013 годах здание находилось на балансе детской поликлиники Шевченковского района, а впоследствии — консультативно-диагностического центра. Каменица заброшена и нуждается в капитальной реконструкции.

## Архитектура
Двухэтажную кирпичную каменицу с погребами соорудили в 1894 году на красной линии бульвара.
Лицевой фасад выполнен в формах историзма с элементами неоренессанса. Плоскость разделена раскреповками: центральная увенчанная тридильным аттиком, боковые — прямыми. В раскреповках на уровне второго этажа оконные проемы — арочные. Оформлены пилястрами с розетками и капителями композитного ордера. Прямоугольные окна первого этажа украшены замковыми камнями, а второго — сандриками с декорированными гирляндами. Межоконье на первом этаже рустованное.
Парадный вход имеет двустворчатые двери. Над козырьком — картуш с датой строительства и декор в виде меандра. Под карнизом дом отделан декоративными драконами.

Декор
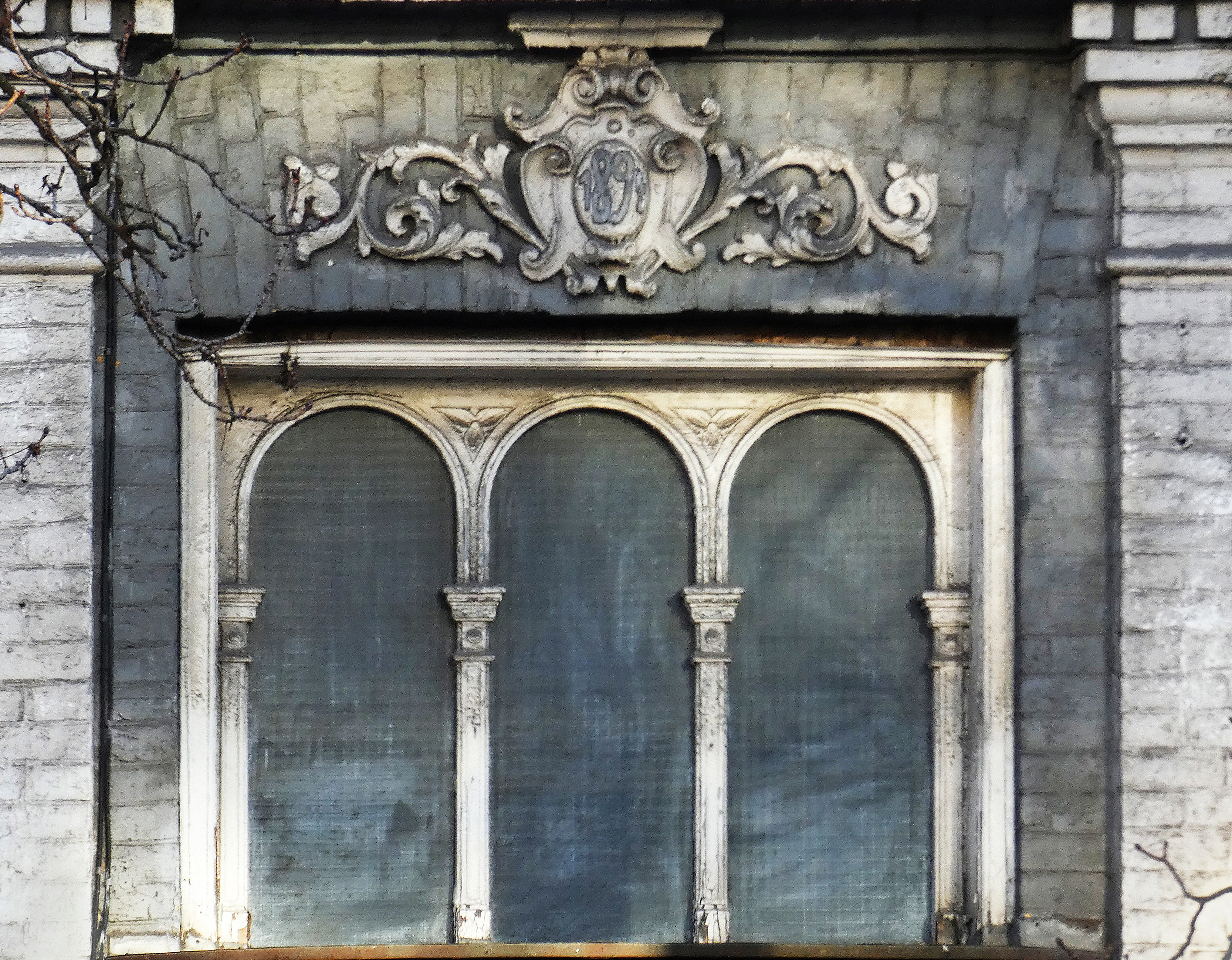
Декор над входом
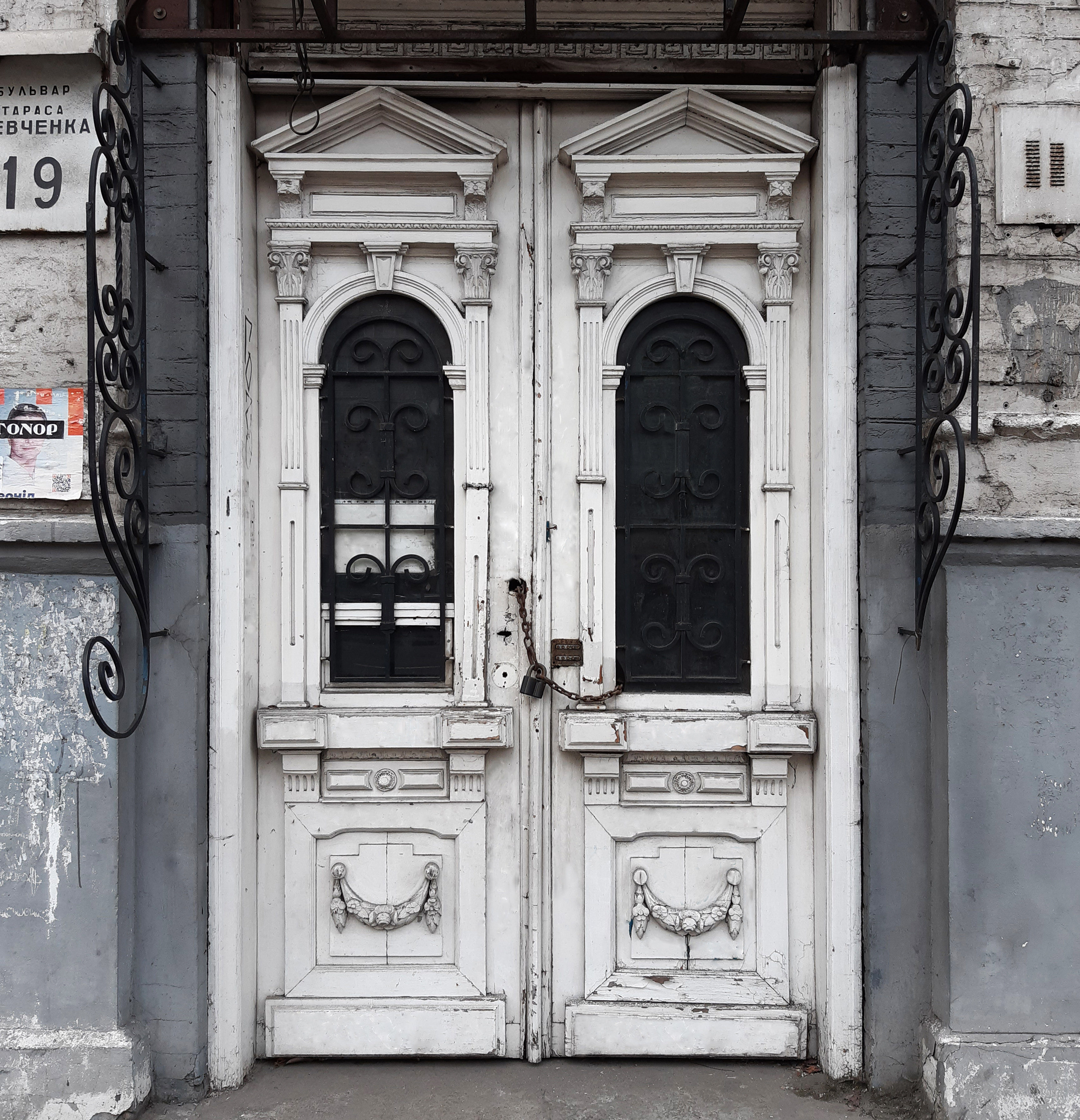
Прежний парадный вход
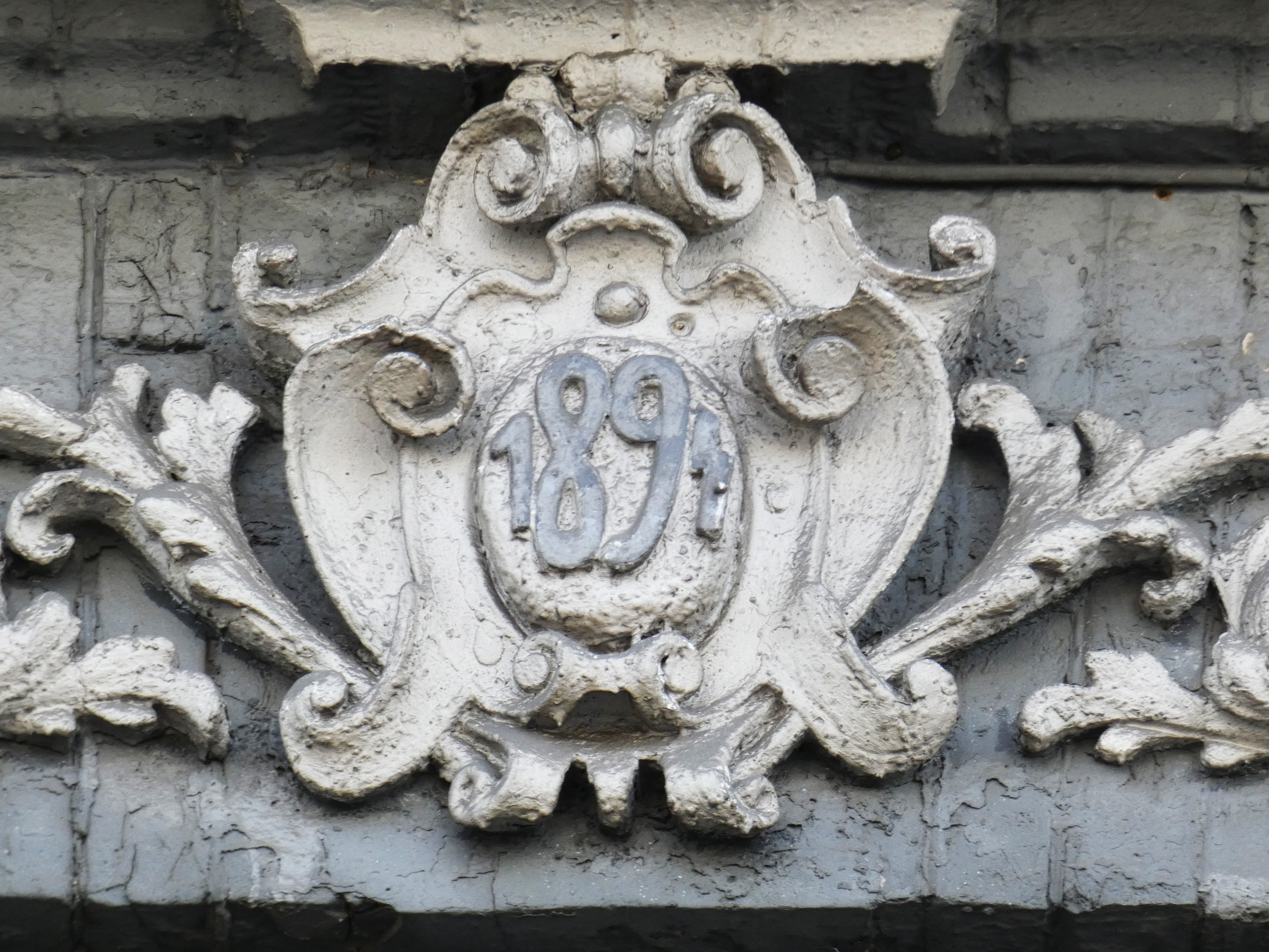
Дата на картуше

## Выставка «Спящий дом»
3 декабря 2020 года, в день рождения украинского философа Григория Сковороды, в окнах каменицы с драконами разместили фотовыставку «Спящий дом» . Организаторы мероприятия — украинский фотограф, фотожурналист, режиссёр, корреспондент «Associated Press», президент Украинской ассоциации профессиональных фотографов Мстислав Чернов и общественная организация «Карта реновации».
В центральном окне помещен портрет Григория Сковороды. Мстислав Чернов также выставил архивные портреты украинцев в традиционном костюме, сделанные фотографом Иваном Карповым (около 1876—1953). У всех людей на фото глаза закрыты с помощью графического редактора. Это — отсылка к философии Сковороды, который говорил, что «весь мир спит». Современный человек тоже находится в сетях виртуального мира, мира, искаженного медиа и рекламой.
Мстислав Чернов, используя окна как рамы для фотографий, соединил фотоискусство и архитектуру и наполнил их новыми смыслами. Своими произведениями журналист призывает совместными усилиями сохранить культурное достояние народа во всех сферах. Это — третья выставка в рамках проекта «Заглядывая в окна». Впервые Мстислав Чернов выставил старые фотографии в 2013 году в окнах дома на Ярославовом валу, 15. Организаторы стремятся привлечь внимание общественности и местной власти к аварийным и заброшенным историческим зданиям. В то же время таким образом популяризируется творчество украинских фотографов.

Проект «заглядывая в окна»
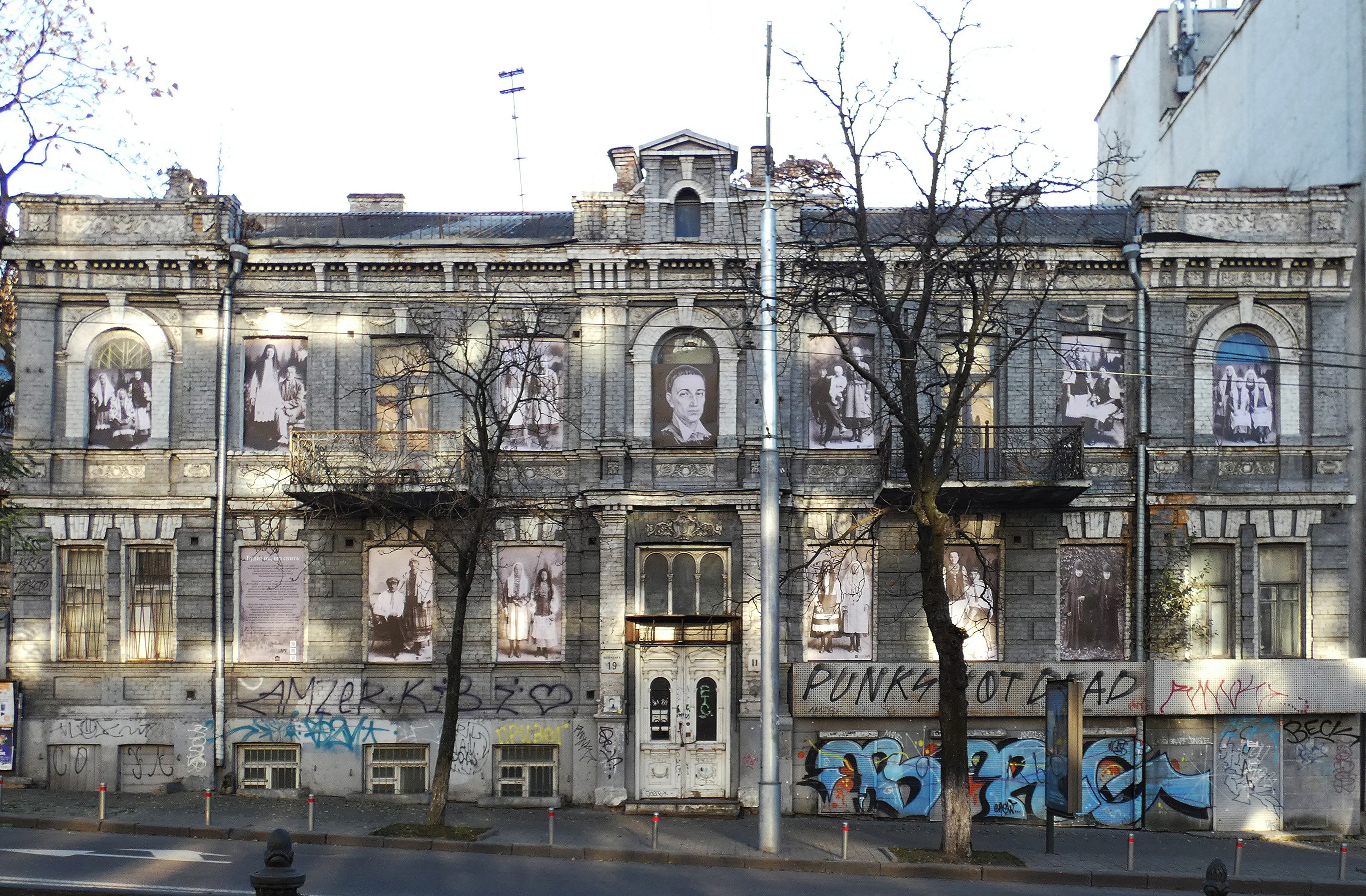
Выставка в окнах каменицы
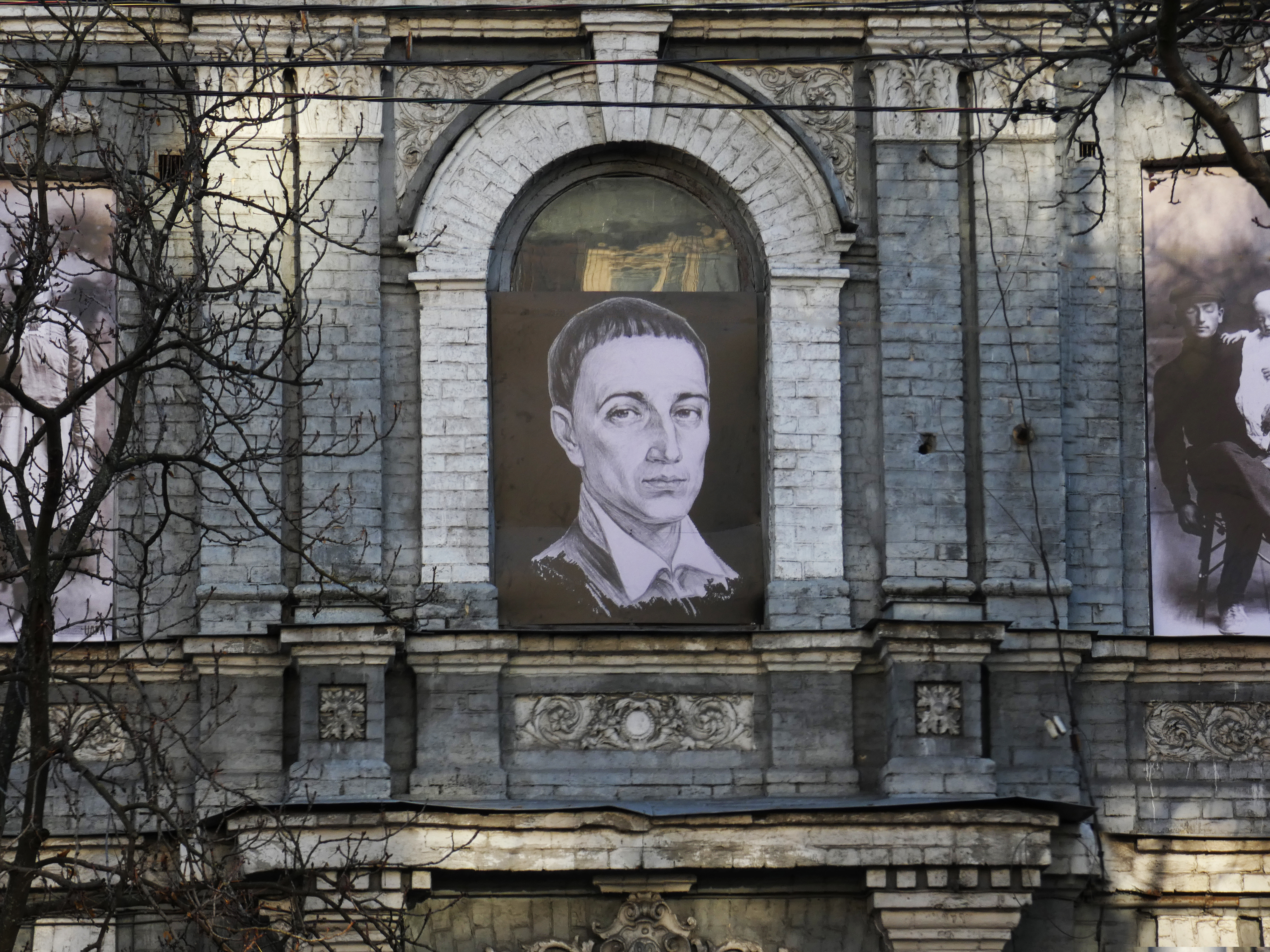
Григорий Сковорода